# Gyula Zsivótzky
Gyula Zsivótzky (Budapest, 25 de febrer, 1937 - Budapest, 29 de setembre, 2007) fou un atleta hongarès, especialista en llançament de martell, que va competir entre les dècades de 1950 i 1970.
Durant la seva carrera esportiva va prendre part en quatre edicions dels Jocs Olímpics d'Estiu, el 1960, 1964, 1968 i 1972. Als Jocs de Roma, el 1960, i de Tòquio, el 1964, guanyà la medalla de plata, mentre el 1968, a Ciutat de Mèxic, guanyà la medalla d'or. A Munic, el 1972, fou cinquè, sempre en la prova del llançament de martell.
En el seu palmarès també destaquen tres medalles al Campionat d'Europa, de bronze el 1958, d'or el 1962 i de plata el 1966. A les Universíades guanyà tres medalles d'or i una de plata entre les edicions de 1959 i 1965. També guanyà tretze campionats nacionals de martell.
Durant la seva carrera va establir dos rècords mundials de l'especialitat, el 1965 i 1968, fins a situar la marca en els 73,76 metres.
Casat amb la saltadora d'alçada Magdolna Komkané Csábi, és pare del decatleta Attila Zsivóczky.

## Millors marques
- Llançament de martell. 73,76 metres (1968)[6]